# Fabio Testi
Fabio Testi (Peschiera del Garda, 2 de agosto de 1941) es un actor italiano.

## Biografía
En 1971 el director Vittorio de Sica le escogió para hacer un papel en El jardín de los Finzi-Contini, película que posteriormente obtuvo un Óscar a la mejor película de habla no inglesa.
Ha interpretado el papel de galán en muchas películas compartiendo escena con actrices de renombre como Ursula Andress, Claudia Cardinale o Romy Schneider y españolas como Maribel Verdú y Ana Belén.
Su hijo también es actor y se llama como él, Fabio Testi Jr.
En 2003 participó en la primera edición del concurso de supervivencia L'Isola dei Famosi en Italia, más tarde, en 2004 concursó en la primera edición del reality de convivencia, Gran Hermano VIP en España, años más tarde, en 2020 concursa en el mismo formato en su país, siendo concursante de la cuarta edición de Grande Fratello VIP.
En 2024 recibe el premio "Tabernas de Cine" en la 14ª edición del Almería Western FIlm Festival.

## Filmografía
- Road to Nowhere (2010)
- La conjura de El Escorial, dirigida por Antonio del Real (2008).
- Torrente 3: El Protector, digida por Santiago Segura (2005).
- La iguana, dirigida por Monte Hellman (1988).
- Adiós pequeña, dirigida por Imanol Uribe (1986).
- El sueño de Tánger, dirigida por Ricardo Franco (1985).
- Embajador en Oriente Medio, dirigida por J. Lee Thompson (1984).
- Speed cross, dirigida por Stelvio Massi (1980).
- Manaos, dirigida por Alberto Vázquez-Figueroa (1979).
- El gran chantaje, dirigida por Enzo G. Castellari (1977).
- El camino de la droga, dirigida por Enzo G. Castellari (1977).
- La herencia Ferramonti, dirigida por Mauro Bolognini (1977).
- Lo importante es amar, dirigida por Andrej Zulawski (1974).
- Cosa avete fatto a Solange?, dirigida por Massimo Dallamano (1972).
- Le tueur, dirigida por Denys de La Patellière (1972).
- El zorro justiciero dirigida por Rafael Romero Marchent (1972).